# Le Kremlin-Bicêtre (Métro Paris)
Le Kremlin-Bicêtre ist eine unterirdische Station der Pariser Métro. Sie befindet sich unterhalb der Avenue de Fontainebleau im Pariser Vorort Le Kremlin-Bicêtre und wird von der Métrolinie 7 bedient. Die Station ist nach dem gleichnamigen Vorort benannt.
Die Station wurde am 10. Dezember 1982 in Betrieb genommen, als der Abschnitt des Südost-Zweiges der Linie 7 von der Station Maison Blanche bis zur Station Le Kremlin-Bicêtre in Betrieb genommen wurde. Bis zum 28. Februar 1985 war die Station der Endpunkt des südöstlichen Zweiges der Linie 7.